# Palais Giusiana
Le palais Giusiana (en italien : Palazzo Giusiana) est un bâtiment de la ville d'Ivrée au Piémont en Italie.

## Histoire
Le palais appartint aux Perrone jusqu'en 1799. Après avoir hébergé pour quelques jours Napoléon Bonaparte en 1800, le bâtiment devint le siège de la préfecture du département de la Doire pendant la domination française dans le Piémont.
Dès la fin du XIXe siècle jusqu'au milieu des années 2010 il abrita presque sans interruption le tribunal d'Ivrée.

## Description
Le palais se situe dans le secteur sud-est du centre historique de la ville d'Ivrée.

## Galerie d'images

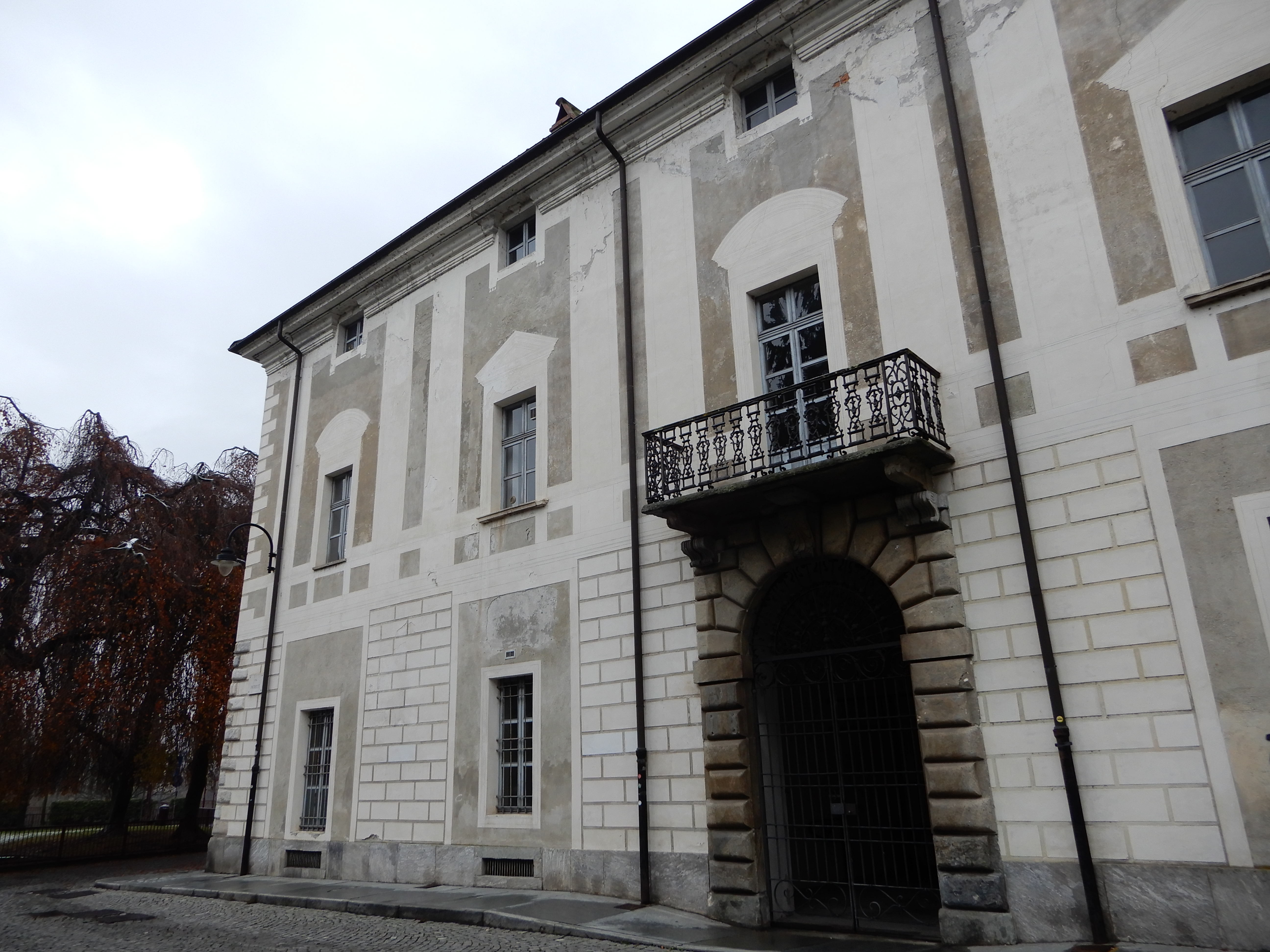
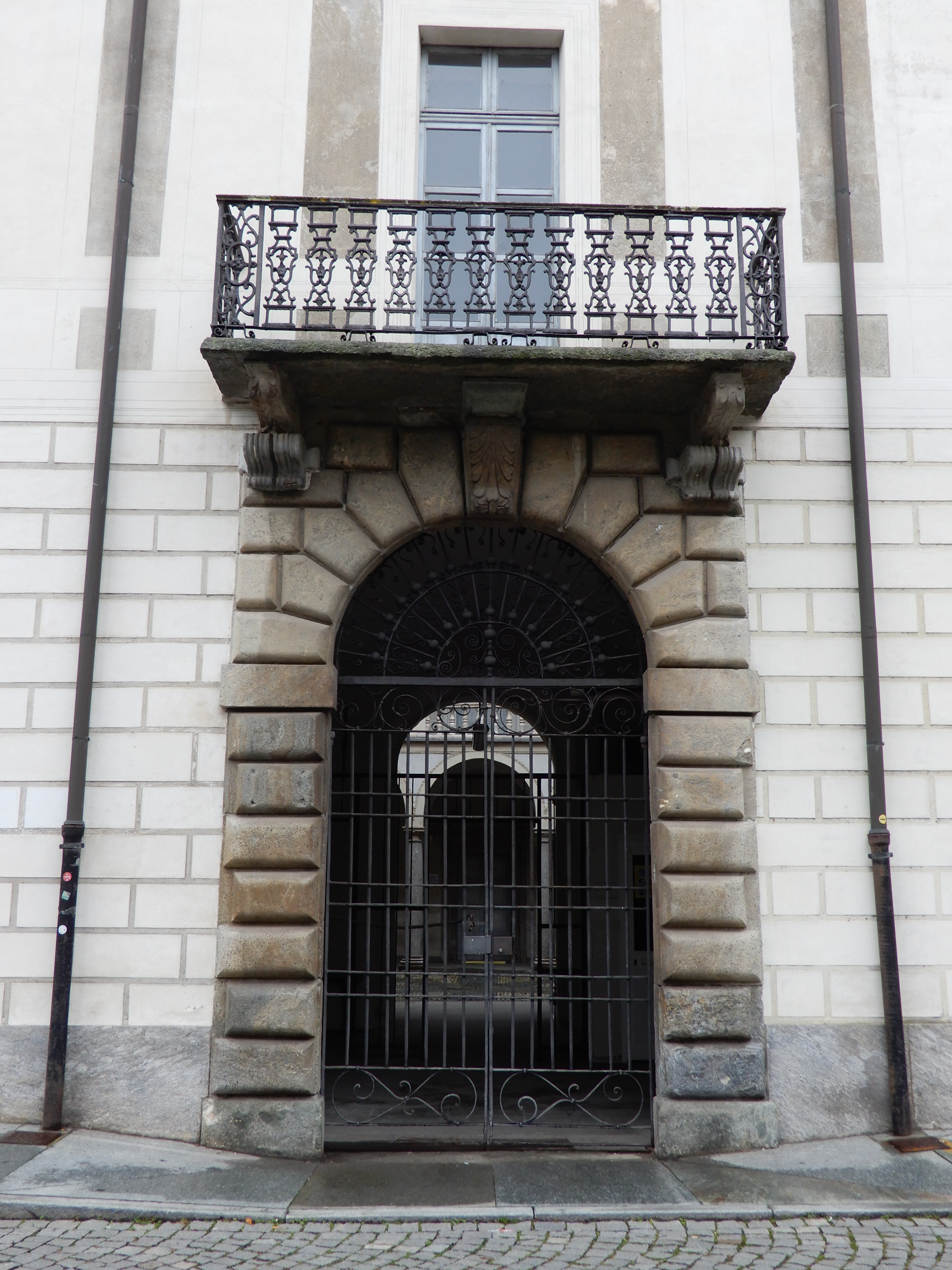
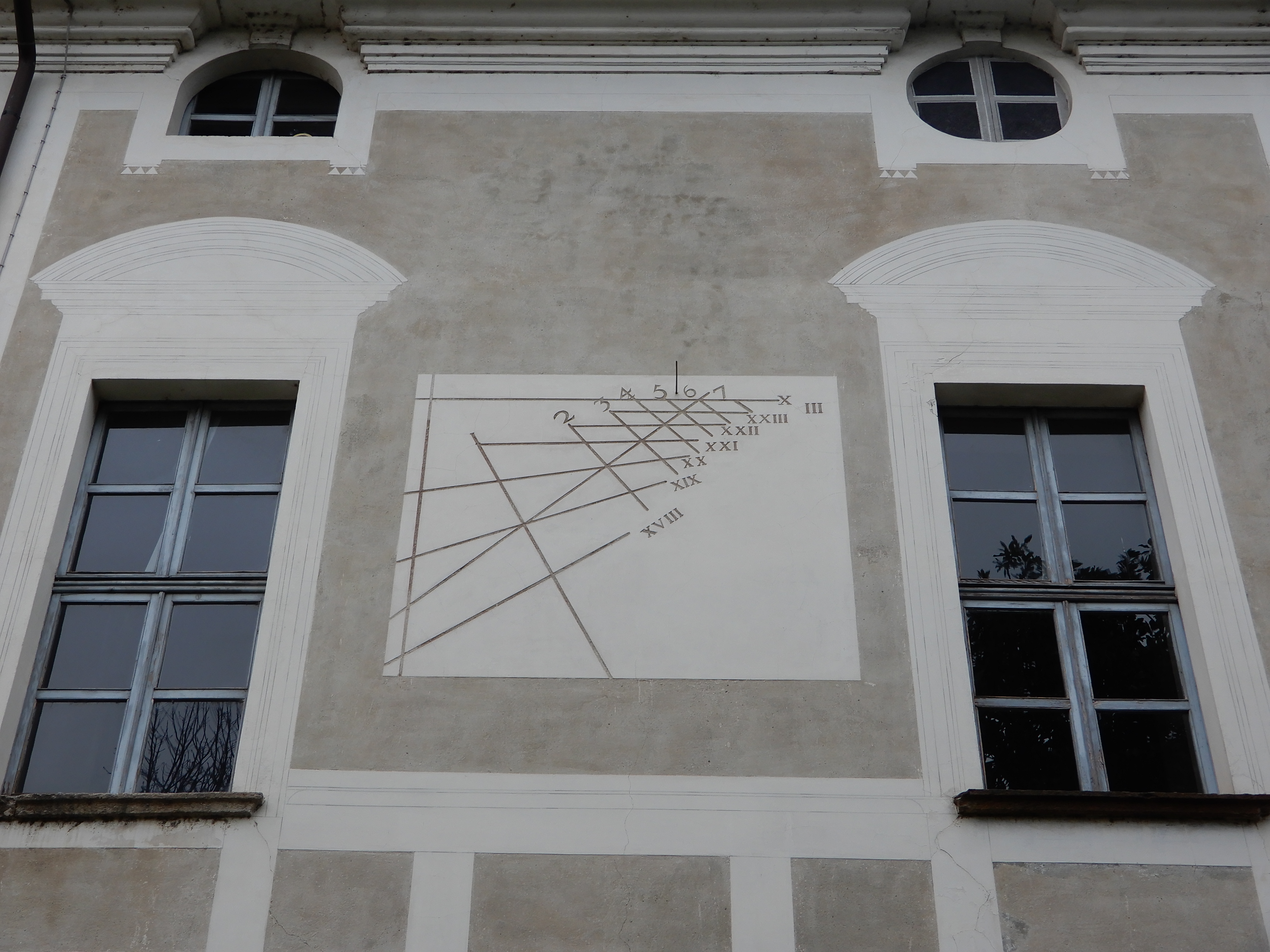